# Dallas Cowboys 1990
La stagione 1990 dei Dallas Cowboys è stata la 31ª della franchigia nella National Football League. La squadra si riprese dal record di 1-15 della stagione precedente, salendo a 7-9. Jimmy Johnson fu premiato come allenatore della NFL dell'anno. Questa fu anche la prima stagione del running back Emmitt Smith con la squadra. Dopo avere scioperato nel training camp e avere dato un contributo minimo nelle prime gare, iniziò a mettersi in mostra nella settimana 5 contro i Buccaneers in cui superò le cento yard corse.

## Calendario

### Stagione regolare
| Turno | Data               | Avversario              | Risultato          | Stadio                             | Pubblico           |
| ----- | ------------------ | ----------------------- | ------------------ | ---------------------------------- | ------------------ |
| 1     | 09/9               | San Diego Chargers      | V 17–14            | Texas Stadium                      | 48,063             |
| 2     | 16/9               | New York Giants         | S 28–7             | Texas Stadium                      | 61,090             |
| 3     | 23/9               | at Washington Redskins  | S 19–15            | Robert F. Kennedy Memorial Stadium | 53,804             |
| 4     | 30/9               | at New York Giants      | S 31–17            | Giants Stadium                     | 75,923             |
| 5     | 07/10              | Tampa Bay Buccaneers    | V 14–10            | Texas Stadium                      | 60,076             |
| 6     | 14/10              | at Phoenix Cardinals    | S 20–3             | Sun Devil Stadium                  | 45,235             |
| 7     | 21/10              | at Tampa Bay Buccaneers | V 17–13            | Tampa Stadium                      | 68,315             |
| 8     | 28/10              | Philadelphia Eagles     | S 21–20            | Texas Stadium                      | 62,605             |
| 9     | 4/11               | at New York Jets        | S 24–9             | The Meadowlands                    | 68,086             |
| 10    | 11/11              | San Francisco 49ers     | S 24–6             | Texas Stadium                      | 62,966             |
| 11    | 18/11              | at Los Angeles Rams     | V 24–21            | Anaheim Stadium                    | 58,589             |
| 12    | 22/11              | Washington Redskins     | V 27–17            | Texas Stadium                      | 60,355             |
| 13    | 2/12               | New Orleans Saints      | V 17–13            | Texas Stadium                      | 60,087             |
| 14    | Settimana di pausa | Settimana di pausa      | Settimana di pausa | Settimana di pausa                 | Settimana di pausa |
| 15    | 16/12              | Phoenix Cardinals       | V 41–10            | Texas Stadium                      | 60,190             |
| 16    | 23/12              | at Philadelphia Eagles  | S 17–3             | Veterans Stadium                   | 63,895             |
| 17    | 30/12              | at Atlanta Falcons      | S 26–7             | Atlanta-Fulton County Stadium      | 50,097             |

## Premi
- Jimmy Johnson:

allenatore dell'anno